# Trantjärnen (Vänjans socken, Dalarna)
Trantjärnen är en sjö i Mora kommun i Dalarna och ingår i Dalälvens huvudavrinningsområde.